# Líneas de sangre (Star Trek: La nueva generación)
"Líneas de sangre" es el episodio 22 de la séptima temporada de Star Trek: La nueva generación.

## Resumen
Bok, un vengativo Ferengi del episodio 9 de la primera temporada "La Batalla", regresa para vengarse de Picard, matando al hijo que éste desconocía tener.

## Trama
Fecha estelar 47829.1. El episodio comienza con Bok (un antiguo Daimon Ferengi cuyo hijo murió en una batalla con la USS Stargazer, entonces capitaneada por Picard) anunciando su intención de matar al hijo de Picard en venganza.
Picard, quien no sabía que tenía un hijo, finalmente localiza a Jason Vigo, el hijo de una mujer con la cual tuvo un romance. Los resultados de una prueba de ADN confirman que es su hijo. Los intentos de Picard para formar un vínculo con Jason resultan difíciles, y Picard queda consternado al descubrir que Jason ha sido condenado por hurto. Mientras tanto, Bok se teletransporta a la Enterprise dos veces (usando tecnología de transporte subespacial) para repetir sus amenazas, al mismo tiempo que Jason sufre ataques de una enfermedad.
Finalmente Bok teletransporta a Jason desde la Enterprise hasta su propia nave.  Picard entonces se teletransporta a la nave de Bok, usando también el "método subespacial", donde se enfrenta a Bok y a otros dos Ferengis con la revelación de que Jason no es realmente su hijo sino que Bok alteró el ADN de Jason para hacer sentir a Picard el dolor de perder a un hijo. La Dra. Crusher había descubierto este engaño tras detectar que la enfermedad que Jason está sufriendo es normalmente hereditaria, pero ni Picard ni la madre de Jason la sufren. La doctora transmite esta información a Picard fuera de pantalla. Dándose cuenta de que no obtendrán ningún dinero de rescate, los otros dos Ferengis desarman a Bok y liberan a Jason.